# Pimelodella papariae
Pimelodella papariae es una especie de pez de la familia Heptapteridae en el orden de los Siluriformes.

## Morfología
• Los machos pueden llegar alcanzar los 13,5 cm de longitud total.

## Hábitat
Es un pez de agua dulce.

## Distribución geográfica
Se encuentran en Sudamérica: Brasil.